# Antônio Lopes
Antônio Lopes dos Santos (Río de Janeiro, 12 de junio de 1941) es un exfutbolista y entrenador de fútbol. Es CEO de fútbol brasileño. 
Fue ayudante técnico de Luiz Felipe Scolari en la selección de Brasil durante la Copa del Mundo 2002, que se disputó en Corea del Sur y Japón. Antes de ser técnico también fue delegado de policía.
Actualmente desempleado, su último trabajo fue en el Botafogo, club de la primera división del Brasileirão. Ya fue campeón brasileño y ganó la Copa Libertadores de América con el Vasco da Gama. Se declaró ser aficionado del Vasco da Gama, siendo algo extraño en Brasil que los entrenadores expresen a qué club alientan.

## Clubes

### Como futbolista
| Club       | País   | Año       |
| ---------- | ------ | --------- |
| Olaria     | Brasil | 1958–1961 |
| Bonsucesso | Brasil | 1962      |

### Como entrenador
| Club                         | País                   | Año       |
| ---------------------------- | ---------------------- | --------- |
| Olaria                       | Brasil                 | 1980      |
| America                      | Brasil                 | 1981      |
| Vasco da Gama                | Brasil                 | 1981–1983 |
| Selección de Kuwait          | Kuwait                 | 1983–1985 |
| Vasco da Gama                | Brasil                 | 1985–1986 |
| Fluminense                   | Brasil                 | 1986–1987 |
| Flamengo                     | Brasil                 | 1987      |
| Selección de Costa de Marfil | Costa de Marfil        | 1988      |
| Sport                        | Brasil                 | 1988      |
| Al Wasl                      | Emiratos Árabes Unidos | 1988–1989 |
| Portuguesa                   | Brasil                 | 1989–1990 |
| Belenenses                   | Portugal               | 1990      |
| Vasco da Gama                | Brasil                 | 1991      |
| Internacional                | Brasil                 | 1992      |
| Santos                       | Brasil                 | 1993      |
| Portuguesa                   | Brasil                 | 1993      |
| Internacional                | Brasil                 | 1994      |
| Al Hilal                     | Arabia Saudita         | 1994      |
| Cruzeiro                     | Brasil                 | 1995      |
| Cerro Porteño                | Paraguay               | 1995–1996 |
| Paraná                       | Brasil                 | 1996      |
| Vasco da Gama                | Brasil                 | 1996–2000 |
| Grêmio                       | Brasil                 | 2000      |
| Athletico Paranaense         | Brasil                 | 2000      |
| Vasco da Gama                | Brasil                 | 2002–2003 |
| Coritiba                     | Brasil                 | 2004      |
| Athletico Paranaense         | Brasil                 | 2005      |
| Corinthians                  | Brasil                 | 2005      |
| Goiás                        | Brasil                 | 2006      |
| Fluminense                   | Brasil                 | 2006      |
| Athletico Paranaense         | Brasil                 | 2007      |
| Vasco da Gama                | Brasil                 | 2008      |
| Athletico Paranaense         | Brasil                 | 2009–2010 |
| Avaí                         | Brasil                 | 2010      |
| Vitória                      | Brasil                 | 2010–2011 |
| América Mineiro              | Brasil                 | 2011      |
| Athletico Paranaense         | Brasil                 | 2011      |

### CEO de fútbol
| Club                 | País   | Año       |
| -------------------- | ------ | --------- |
| Athletico Paranaense | Brasil | 2013      |
| Botafogo             | Brasil | 2015–2016 |
| Figueirense          | Brasil | 2019      |

## Palmarés

### Como entrenador

#### Torneos regionales
| Título                  | Club             | Estado/s                   | Año  |
| ----------------------- | ---------------- | -------------------------- | ---- |
| Campeonato Carioca      | Vasco da Gama    | Río de Janeiro             | 1982 |
| Campeonato Pernambucano | Sport Recife     | Pernambuco                 | 1988 |
| Campeonato Gaúcho       | SC Internacional | Río Grande del Sur         | 1992 |
| Campeonato Paranaense   | Paraná           | Paraná                     | 1996 |
| Campeonato Carioca      | Vasco da Gama    | Río de Janeiro             | 1998 |
| Torneio Rio-São Paulo   | Vasco da Gama    | Río de Janeiro - São Paulo | 1999 |
| Campeonato Paranaense   | Coritiba         | Paraná                     | 2004 |

#### Torneos nacionales
| Título               | Club             | País   | Año  |
| -------------------- | ---------------- | ------ | ---- |
| Copa do Brasil       | SC Internacional | Brasil | 1992 |
| Campeonato Brasileño | Vasco da Gama    | Brasil | 1997 |
| Campeonato Brasileño | Corinthians      | Brasil | 2005 |

#### Torneos internacionales
| Título            | Club          | Sede      | Año  |
| ----------------- | ------------- | --------- | ---- |
| Copa Libertadores | Vasco da Gama | Guayaquil | 1998 |